# Bathyporania
Genre
Bathyporania est un genre d'étoiles de mer abyssales de la famille des Poraniidae. Une seule espèce de ce genre a été observée pour l'instant, à l'occasion d'une mission scientifique dans les abysses.

## Liste des espèces
Selon World Register of Marine Species (17 mai 2014) :
- Bathyporania ascendens Mah & Foltz, 2014

## Publication originale
- (en) Christopher L. Mah et David W. Foltz, « New taxa and taxonomic revisions to the Poraniidae (Valvatacea; Asteroidea) with Comments on Feeding Biology », Zootaxa, Magnolia Press (d), vol. 3795, no 3,‎ 13 mai 2014, p. 327–372 (ISSN 1175-5334 et 1175-5326, OCLC 49030618, PMID 24870481, DOI 10.11646/ZOOTAXA.3795.3.7).